# تقسیمات کشوری بلژیک
ترکیب کشور بلژیک در ۱۴ ژوئیه ۱۹۹۳ به منظور ایجاد یک کشور متحد فدرال، بر پایه سه رده بازبینی و اصلاح شد. 
1. دولت فدرال که در بروکسل پایه‌گذاری شد.
2. ناحیه‌هایی به سه زبان:
  - ناحیه فلاندری
  - ناحیه فرانسوی
  - ناحیه آلمانی‌زبان

و سه منطقه:
1. - منطقه فلاندری
  - منطقه والونی
  - منطقه بروکسل-پایتخت

## ناحیه‌ها
| نواحی       | ناحیه فلاندر                    | ناحیه فرانسوی               | ناحیه آلمانی‌زبان              |
| نام هلندی   | Vlaamse Gemeenschap ⓘ           | (Franse Gemeenschap) ⓘ      | (Duitstalige Gemeenschap) ⓘ   |
| نام فرانسوی | (Communauté flamande)           | Communauté française        | (Communauté germanophone)     |
| نام آلمانی  | (Flämische Gemeinschaft)        | (Französische Gemeinschaft) | Deutschsprachige Gemeinschaft |
| نقشه        |                                 |                             |                               |
| پرچم        |                                 |                             |                               |
| مرکز        | بروکسل (مشترک با ناحیه فلاندری) | بروکسل                      | اویپن                         |

## منطقه‌ها
| منطقه‌ها     | منطقه فلاندری                                                  | منطقه والونی                            | منطقه بروکسل-پایتخت              |
| نام هلندی   | Vlaams Gewest ⓘ                                                | (Waals Gewest) ⓘ                        | Brussels Hoofdstedelijk Gewest ⓘ |
| نام فرانسوی | (Région flamande)                                              | Région wallonne                         | Région de Bruxelles-Capitale     |
| نام آلمانی  | (Flämische Region)                                             | Wallonische Region                      | (Region Brüssel-Hauptstadt)      |
| نقشه        |                                                                |                                         |                                  |
| پرچم        |                                                                |                                         |                                  |
| مرکز        | بروکسل                                                         | نامور                                   | بروکسل                           |
| استان‌ها     | استان آنتورپ لیمبورخ برابانت فلاندری فلاندرز شرقی فلاندرز غربی | انو برابانت والونی نامور لیژ لوکزامبورگ | ندارد                            |
| شهرستان‌ها   | ۳۰۸                                                            | ۲۶۲                                     | ۱۹                               |
| جمعیت       | ۶٬۰۷۸٬۶۰۰ (۵۸ درصد بلژیک)                                      | ۳٬۴۱۳٬۹۷۸ (۳۲ درصد بلژیک)               | ۱٬۰۱۸٬۸۰۴ (۱۰ درصد بلژیک)        |